# テトラクラディウム

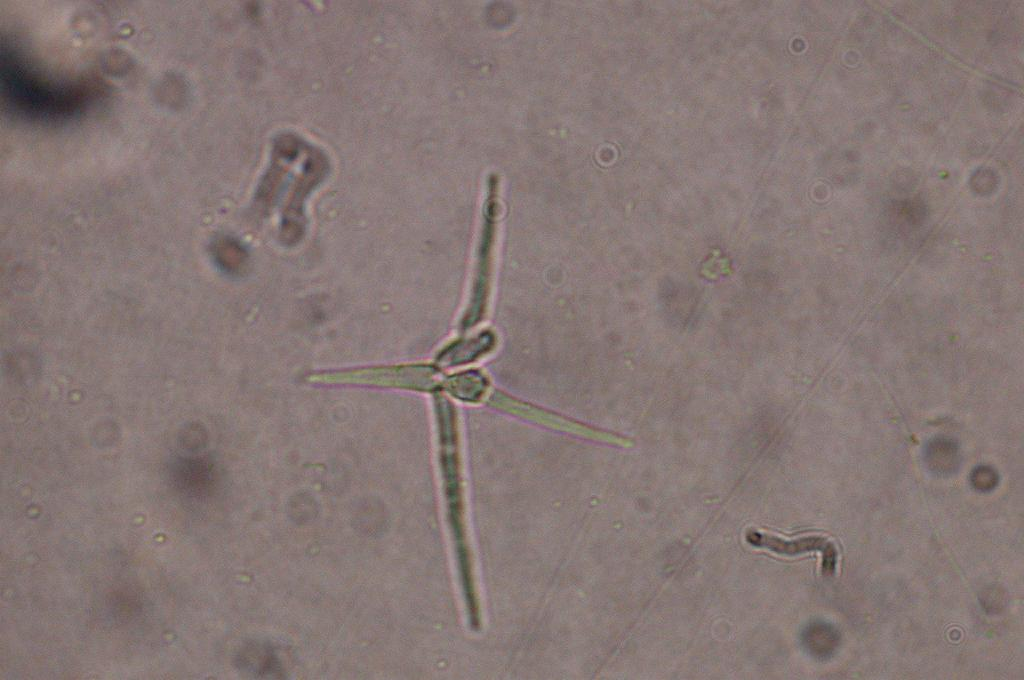
T. marchalianum
切り離された分生子

テトラクラディウム Tetracladium は、水生不完全菌の一属。分生子はテトラポッド型だが、伸びる枝の基部に側方に膨らんだ細胞を持つ。T. marchalianum は、もっとも普通に見かける水生不完全菌の一つである。ただし、植物の根の内在菌としての性質もあることが知られる。
この記事ではまずタイプ種であるT. marchalianum について解説し、その後に他の種やその他の性質について記する。

## T. marchalianum

### 特徴
タイプ種であるT. marchalianum では分生子はいわゆるテトラポッド型、四本の枝を放射状に伸ばした形で、これは水生不完全菌の分生子としては標準的な形である。この種の特徴は、その枝の基部に側方に膨らんだ膨大部があることである。
四本の枝は同等でなく、明確に主軸と側枝が区別できる。分生子形成型としてはThallic　あるいはアレウリオ型で、分生子柄先端に、まず区切られた細胞が出来て、これが発達して分生子が完成する。形成過程を見ると、まずは先端に向けて幅広くなった棒状の主軸を生じ、その先端に楕円形の細胞を形成する。これが膨大部の一つ目である。次にこの細胞の直下の主軸細胞から斜め上に向けて第一の枝が伸びる。この枝は短く伸びてその先端にまた楕円形の細胞を形成する。これが二番目の膨大部になる。その直下からはさらに枝が伸び、それによって第一の枝が完成する。これに平行して、主軸先端の楕円形細胞の直下、第一の枝の出た側の反対側から二本の枝が伸び、これらが第二，第三の枝となり、それによってテトラポッド型が完成する。分生子を構成する四本の枝はそれぞれ長さ20-40μm、太さは2-4μm、付属する膨大部は幅3-5μmである。
分生子が成熟した後、分生子の付着した分生子柄の先端直下の側面から新たに伸長が起こり、横に伸びてすぐに上を向き、ここに新たな分生子が作られる。成熟した分生子は切り離されるので、一つの分生子柄の上には発達段階の異なる2個の分生子が見られることがあるが、それ以上の数が見られることはない。

### 培養

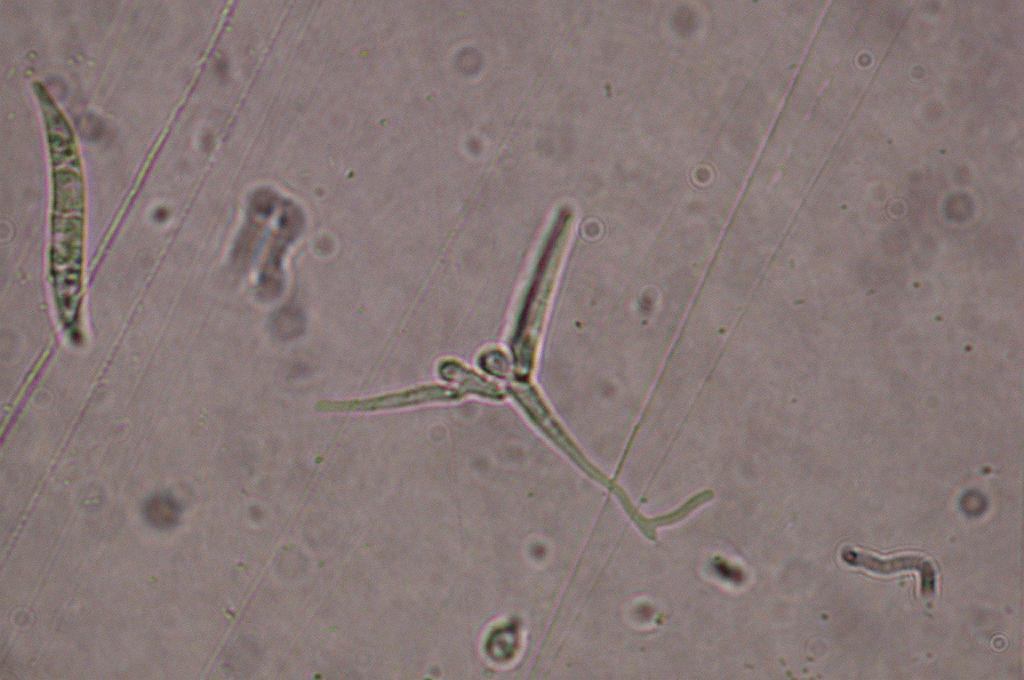
T. marchalianum
発芽した分生子

通常の寒天培地で培養が可能である。麦芽培地上で形成されるコロニーは小さくて白か黄色を帯び、成長は遅い。分生子はシャーレでの平板培地上では滅多に形成されないが、試験管内の斜面培地では乾燥が進行するまではよく形成される。またコロニーを切り出して滅菌水中に投入して培養すると、24時間以内に分生子形成が観察できる。
胞子を培地上に置くと、速やかに発芽管を出して菌糸体を形成し始める。その際、発芽管は四本の枝の先端付近から出るが、中央の膨大部やその近辺から出る場合もある。

### 分布と生育環境
最初に発見されたイギリスのみならず、世界の温帯域に広く観察される。綺麗な流水の水底に沈む落葉の上に生育し、分生子を水中に放出する。イギリスでは泡の中に発見されるものではもっとも頻繁に見つかるものである場合が多い。「もっとも一般的に見られ、かつ見分けがつきやすい（水生不完全菌の）種の一つ」との評価もある。日本でも各地に普通に見られるものである。また、止水域でも発見されており、例えばポーランドの養魚池での記録もある。
後に水生不完全菌のかなりのものが地上において植物の根の内生菌としても存在していることが明らかになった。その中で本種もそのような形で存在する事が知られ、オランダイチゴ、ネジキ（原名亜種）、イネ科（種名不詳）、シダ（種名不詳）の根からの報告がある
。それらは植物の健康な根に、病変を起こすことなく共存している。このことから、これらの菌は植物の根の健康に寄与する可能性が指摘される。ただしこの菌に関して具体的にそのような性質が発見されてはいない。

### 系統関係
この種では有性生殖は発見されておらず、無性生殖での繁殖のみ知られる。したがって系統上の位置に関する判断は長く定まらなかったが、現在の分子系統的な判断ではこの菌は子嚢菌類に属し、さらに Leotiomycetesの、恐らくはHeliotialesのものと見られる。

### 発見の経緯
水生不完全菌の研究史はIngold(1942)に始まるとされる。だが、これ以前から知られていた菌種も少数ながらあり、その一つがこの種である。本種は De Wildeman によって1893年に記載された。De Wildman はこれを池に沈んだ植物遺体上で観察し、当初はこの種以外の種との混同もあったが1894年にこの学名の元で記載を行った。さらにそれ以前にReinsch は1888年にこの種の分生子をプランクトン藻類の一つ Cerasterias raphidioides の変種として記載している。この菌に関するこれらの混乱についてはKarling(1935)で論じられている。

## 他種

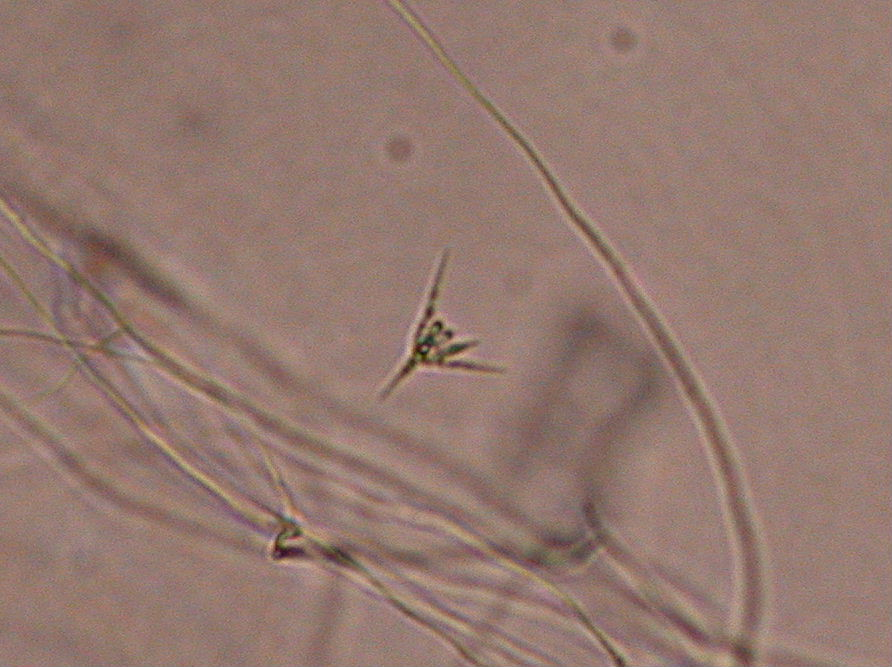
T. sp.
別種の分生子

Ingold(1942)は、タイプ種と共に同属の種をあと二種記載している。それらはやはり分枝状の胞子を形成するTitaea属の元に記載されていたものであった。彼はその内の1種 T. setigerum については水中落葉の培養でその存在を確認し、その分生子形成を観察した。その上で、その型が基本的にはタイプ種と同じであることを確かめ、本属に含まれるものと判断した。この種は枝から出る膨大部が三つあり、それが指状に細長く、平行して並ぶ点でタイプ種と明確に異なる。
また、これに関連して彼は Titaea 属と本属を比較検討し、その属で記載されている中でもう一種を本属に所属させるべきものと判断し、T. maxilliformis を新組み合わせとして提唱した。
その後の研究でさらに種数は増加し、現在では8種が記載されている。いずれも上記のような種に似たものではあるが、枝が伸びて尖っていないものもあり、見かけの形はかなり異なる。それらはいずれも水生不完全菌であるが、植物の根の内在菌として見つかるものもある。特に T. nainitalense は、根の内在菌として初めて分離培養されて新種と認められたものであるが、著者はこれと同じものが流水の水泡で発見されていることを指摘し、これも水生不完全菌であるとしている。系統的にはいずれも有性生殖器官は発見されていないものの、分子系統では T. maxilliforme と T. setigerum についてはタイプ種との近縁性が確認されている。
以下に現在記載されている本属の種をあげる。
- Tetracladium
  - T. apiense
  - T. nainitalense
  - T. marchalianum
  - T. palmatum
  - T. maxillifprme
  - T. furcatum
  - T. setigerum

### 生育環境
水生不完全菌として、水中落葉の上で生育し、分生子を水中に放出する。上記のように T. marchalianum は水生不完全菌としてはもっとも普通な種の一つであるが、Ingold(1942)では T. setigenum もごく普通に見られる旨を記している。日本でもこの種はタイプ種同様に各地に知られていると記されている。上記の養魚池での調査でも、T. setigerum が複数地点で、それと T. maxilliformis が1回記録されている。
他方で、植物の根の内在菌としての存在も知られる。T. setigerum はタイプ種と同時にそのような形で発見され、オランダイチゴ、ネジキの他にオオバゲッキツ 、トクサ属 それにシダから発見されている。T. nainitalense は根から最初に発見されたもので、 Eupatorium adenophorum(キク科) とサトイモ属の1種から得られた。